# クレランボー症候群
クレランボー症候群（仏: Syndrome de Clérambault、英: De Clérambault's syndrome）とは、愛されているという妄想を抱く精神障害で、フランスの精神科医ガエタン・ガティアン・ドゥ・クレランボー（Gaëtan Gatian de Clérambault、1872–1934年）がその著書『熱情精神病』（Psychoses Passionnelles）の中で「恋愛妄想病」（Délire érotomaniaque）として記述しているものを指す。この呼称は、現在の精神医学では、妄想性障害の中の被愛型（エロトマニア型）に対して用いられている。クレランボーの定義により恋愛妄想（エロトマニア）が純粋型と混合型に分けられていることから、特にその純粋型として「クレランボー症候群」という名称が用いられることもある。
なお、この呼称には混乱もみられ、ドイツではクレランボーの別の重要概念である「精神自動症（Automatisme mental）」の意味で用いられているため、この呼称を避けるべきであろうという意見もある。
犯罪者の精神鑑定にあたっていたクレランボーは多くの症例に基づき、下に述べる基本的公準や不変項を、「恋愛妄想病」の鑑定標識とした。

## 概要
実際には全く恋愛対象とされていないのにもかかわらず、相手が自分に恋愛感情をもっており、それも相手の方が自分より強い真剣な感情をもっていると一方的に思い込む被愛妄想。相手から否定的な反応にあうと、それは相手の未熟な人格による歪んだ愛憎のせいだと妄想しつつフラストレーションを募らせ、自分が再び恋愛関係の優位に立てたつもりになれるよう、相手を打ち負かすことに執念を燃やし、中傷、脅迫、訴訟、暴力などによる攻撃を行なうところに、とりわけその特異な異常性が見られる。相手から強い異性感情をもたれているという妄想が消えることは、まずあり得ない。

## 基本的公準とその他の不変項

### 基本的公準
クレランボーによる基本的公準（Postulat fondamental）は以下のとおりである。
 「愛し始めたのは相手の方で、相手の方がより深く、あるいは相手だけが愛している。（原注：古典的観念では、対象は社会的地位が高いのが通例である。）」-- G. de Clérambault, "Les délires passionnels. Érotomanie, Revendication, Jalousie" http://psychanalyse-paris.com/835-Les-delires-passionnels.html  
この公準は、特定の人物の心を自分が性的に支配し占有しているという誤った確信の中にある。恋愛妄想病者は、自分が愛している以上に相手が深く自分を愛していると思い込む。自分の感情については、暗には認めても、表向きには否定するというのが殆ど常である。
なお、「相手だけが自分を愛している」という思い込みは、妄想性障害の中心的な防衛機制である投影によるものとして説明される。すなわち、自分が相手に対してもっている恥ずべき欲求や感情を、妄想性障害者は自分に認めることができず、それを相手が自分に対してもっているものとして錯覚するのである。

### 基本的公準から派生するテーマ
上の公準がその後の進展の生みの親であり、そこから派生して、相手から言い寄られている、付きまとわれている、加護されている、自分なしには相手は幸福であり得ない、完全な価値をもち得ない、相手との間で暗黙の了解が成り立っている、相手の結婚は無効である、自分たちのロマンスに周囲からも熱い関心が寄せられている、相手は異様な術策を用いて自分を庇護、または攻撃している、といったテーマが生じる。その際、「相手の逆説的で矛盾する振る舞い」という公式を必ず伴うことになる。すなわち、相手からの否定的な反応は、相手の思い上がり、小心、疑惑、嫉妬などによるものとして概ね侮蔑的観点から捉えられ、本心では自分を愛しているとみなされる。たとえば、自分が配偶者と離婚しないでいるために、相手が期待を裏切られ、嫉妬して怒っているといった解釈をする。
そして恋愛妄想病者は、相手自身よりも相手の本心が分かっているとする立場に立つ。

### 感情的な構成要素
この公準を生み出す感情的な構成要素は「欲求（または愛）」、「思い上がり」、「期待」である。このうち「思い上がり」の要素が最も重要で、どう見えようと妄想の源泉は恋ではなく、主として「思い上がり」で、性的慢心である。恋愛妄想病は、自分が理想とする人物から強く愛されていると錯覚して増長するところから始まる。相手から冷たくされると、相手を貶め、自分の恋愛感情を否定するなどして、異性関係で自分が相手の優位に立とうとする。患者の性格によっては、「思い上がり」よりも「愛」の要素が優勢なこともあるが、たとえばそうした女性患者が騒ぎを起こす場合も、自分から相手に抱き付いて、通行人には相手から襲われているように見せかけるというように、自分が相手から求められているつもりで振る舞う。

### 進行段階
この妄想は、瞬時に確信に至るという仕方で、突然の始まりをもち、「期待の段階」、「悔しさの段階」、「怨恨の段階」という三つの段階を辿る。楽観的な時期は最初だけで、相手からの否定的な反応にあうことによって、恋愛妄想病者は、苛立ち、相手を罵り、報復を望み、自分が得ていたつもりになっている権利を回復しようとするようになる。しばしば、相手から被害を受けていると言って騒ぎ立て、相手を攻撃する。「悔しさの段階」以降における攻撃は、偽の訴訟や脅迫、傷害事件などであるが、それでも相手の恋愛感情についての妄想的な確信は揺るがない。たとえば、自分が相手をはねつけたので、相手が仕返しをしようとしているといった倒錯的な被害妄想から攻撃していたりする。あるいは、自分たちの関係を邪魔しているとして相手の家族にも憎悪を向け、相手を取り戻し、打ち負かしたうえで捨てようという復讐心を抱いていたりする。ただし、「悔しさ」から「怨恨の段階」に進むことなく、「期待」が舞い戻ってくるというケースも認められている。

### クレランボーが鑑別標識を定めた意図
クレランボーによると、患者たちは狡猾で隠蔽的で、外見上はまったく正常者を装い得る。司法官や医師さえ容易に騙すこともある。彼らは人がどう判断するかを知っており、自分を尤もらしく見せようとして、妄想がごく限られているふりをするという。妄想を口に出させようとして彼らに面と向かって問いただしても、通常は否定されてしまう。そこで、彼らを操り、ゆさぶり、駆け引きをし、気をそそるような話題を出してみたり、つついたり苛立たせたりして策に乗せ、うっかり本音をもらすようにする必要がある。逆にいえば、彼らが隠蔽のために用いる捉えどころのない言い回しが独特で、たとえば、故意の言いおとし、隠し立て、逃げ口上、虚言、変わりやすい話、日和見的な否認、矛盾した議論、暗黙の了解、はぐらかし、こじつけ、屁理屈、飛躍といった特徴がある。
こうした隠蔽的な性質のため、事件やトラブルが生じた時、根源に恋愛妄想が隠されていても表面上は気づかれないことがあり、恋愛妄想病者の偽の苦情が文字通りに受け取られることがあったり、恋愛妄想ではなく被害妄想だとみなされたりすることになる。犯罪者の精神鑑定を行っていたクレランボーは、問診の際にそうしたケースを見誤らないようにするために、上のような鑑別標識が必要だとした。
たとえば、少しでも実際の人間関係があると、恋愛妄想病者によるトラブルだということが見落とされ、男女関係の縺れだとみなされてしまう。マリー＝フランス・イルゴイエンヌも妄想性障害がかかわるモラル・ハラスメントの一例として、恋愛妄想病者による悪意に満ちた陰険なストーカー事件を紹介しているが、裁判では、職場の同僚としての良好な関係から始まっていたという理由で、「職場の関係ではよくあること」といった判断が下されたという。
また、クレランボーの公式によれば、恋愛妄想病者は自分が相手から恋愛感情をもたれ、付きまとわれているという妄想をもつため、「偽のストーキング被害者」として現われることもある。この場合、少なくとも恋愛妄想病者からは、妄想の対象にされている相手がストーカー加害者として扱われる。
他の鑑別標識としては、反応の強さ、執拗さ、抑制不能性、論理障害、高い緊張感などがあげられている。また、しばしば軽躁状態を示すことがあり、濫書癖がある。

### 性格の影響による多様性
恋愛妄想病はもっぱら心理的なもので、特殊な病理的な偏りであり、その発生には病前からの性格が関与している。そのため、症例はすべて非定型だと言って良いほど大きな個人差を示す。また下に述べるように、恋愛妄想には「純粋型」と「混合型」とがあるため、さらに多様なものとなる。それにもかかわらず、上記の不変項（Constantes）の多くが当てはまるという点では一定している。すなわち、これらの不変項において、恋愛妄想病者には正常な恋愛感情とは区別される異常な熱情が見られるのである。

## 純粋型と混合型
この恋愛妄想症候群は純粋にそれだけで発展することもあるし、他の型の妄想症や精神病との合併として生ずることもある。純粋型としての独立性については、当初から批判や異論があったが、クレランボーは、ありがちな恋愛妄想と混同することは混乱をもたらすとして、純粋型の存在とその特異性を主張した。

### 純粋型
純粋型では、上記の特異性が広範にあてはまる。純粋型は最も明確に規定され、激烈で強固だが、きわめて稀である。一挙に症状群ができあがり、ただ一人を対象とし、妄想が進展するとしても、その範囲は問題の恋愛をテーマとしたものに限られる。幻覚が生じることは決してなく、非合理的な誇大妄想もみられない。同じパターンで繰り返し再現されるような一貫性のある症状群を有しており、短期間で一過性の同様のエピソードが先行することがある。持続的な緊張状態にあり、行動を抑えられず、しかも不治である。
とりわけ純粋型の症例においては性格の関与が大きいとされる。クレランボーは「自惚れていながら、小心者でもある」という性格を指摘しているが、後の精神科医によっても、シャイで臆病、過敏で自己言及的、ナルシシスティック、自信がなく懐疑的、社交回避的、弱気、内気といった指摘がされている。強烈な自意識や、相手の方から始めたと言い張る傾向、相手を非難し中傷する性癖といった人格ゆえにこの病理が発症しているとも推測される。

### 混合型
クレランボーによれば、混合型における妄想は、純粋型におけるものと比べると脆い基盤の上に生じており、感情的強度は比較的弱く、行動へも移行しにくい。恋愛対象が変わっていったり、同時に複数であったり、テーマが形を変えていったりする。純粋型では情動が不動の確信を生み出しているが、混合型では空想作用が優勢であり、空想の関与が増すほど、熱情の関与は減る。混合型においては、対象が全く空想上の人物であることもあるし、さかんに手紙のようなものを書きながら、相手がいなくても気にかけないということもある。

## 対象
対象として選ばれるのは、古典的には社会的地位の高い者だとされるが、かならずしも有名人とはかぎらない。クレランボーがあげている症例では、同じアパートに住む娘（混合型の症例）、イギリス国王（混合型の症例）、上司（純粋型の症例）、司祭（混合型の症例、および純粋型の症例）、警察署の書記官（純粋型の症例）、別れた妻（純粋型の症例）などである。最後のケースについては、美しく上品で洗練された妻で、恋愛妄想病者の自尊心を満たすのに適したタイプだと説明されている。

## プラトニズム
古来、エロトマニアは相手とのプラトニックな関係を求めるとされているが、クレランボーによれば、プラトニズムは表面的に目立っているとしても、本質的なものではなく、副次的なものにすぎない。恋愛妄想病者の性格によっては、肉体関係を求めるケースもある。
肉体的な関係を求めないのは、三つの感情要素のうち「思い上がり」に比して「欲求（愛）」が低いことと、恋愛妄想病者にありがちな「小心さ」とから説明される。すなわち、恋愛妄想病者の目的は、相手との現実の男女関係よりも、本来なら手の届かないような相手を自分が性的に支配できているという慢心に基づくアイデンティティの確立という点にある。その幻想にしがみつこうとする恋愛妄想病者は、相手の忌避により「思い上がり」に傷がつけられるため、「悔しさ」および「怨恨」の段階へと進み、相手を攻撃し征服することで自尊心を回復しようとする。

## パラノイアに関連する議論
愛されているという確信が解釈に先行しており、猜疑心がなく、一挙に妄想が完成するといった点で、クレランボーはセリューとカプグラが提唱し、クレペリンのパラノイアにほぼ相当するとみなされる解釈妄想病との違いを主張した。だが、もともとエロトマニアはパラノイアとの関連で捉えられることが多く、また、クレランボーもエロトマニアを「妄想病」としているところから、「クレランボー症候群」はパラノイアや妄想性障害の中の被愛型として位置づけられるようになっていった。